# Julia Samuel
Julia Aline Samuel MBE (nascida Julia Aline Guinness; em 1959) é uma psicoterapeuta e conselheiro pediátrica britânica.
Julia Samuel é a filha de James Guinness e sua esposa Pauline Mander. Seu irmão Hugo Guinness é um artista e modelo, e sua irmã é Sabrina Guinness. Ela é uma das sete madrinhas do Príncipe Jorge de Cambridge.
Julia trabalha como conselheira de luto no departamento de pediatria da NHS e do Hospital de St Mary, Paddington. Ela é Patrona Fundadora e Curadora da Criança do Bereavement britânico. Ela se casou com o Hon. Michael Samuel. Eles têm quatro filhos.
Julia foi nomeada Membro da Ordem do Império Britânico (MBE).